# Christina Johansen
Christina Juhl Johansen (* 17. Juli 1992 in Tommerup Stationsby) ist eine dänische Ruderin. Sie gewann 2017 und 2019 Bronze bei den Weltmeisterschaften und war 2017 Europameisterschaftszweite.

## Sportliche Karriere
Christina Johansen belegte 2014 mit dem Doppelvierer den neunten Platz bei den Europameisterschaften. Drei Jahre später startete sie mit Hedvig Lærke Rasmussen im Zweier ohne Steuerfrau. Bei den Europameisterschaften in Račice u Štětí siegten die Rumäninnen Mădălina Bereș und Laura Oprea mit vier Sekunden Vorsprung auf die beiden Däninnen, die ihrerseits zwei Sekunden Vorsprung auf die drittplatzierten Britinnen hatten. Bei den Weltmeisterschaften in Sarasota gewannen die Neuseeländerinnen Grace Prendergast und Kerri Gowler mit vier Sekunden Vorsprung vor dem US-Boot mit Megan Kalmoe und Tracy Eisser. Zwei Sekunden dahinter gewannen die beiden Däninnen die Bronzemedaille vor den Britinnen.
Zwei Jahre später ruderte Johansen im Vierer ohne Steuerfrau. Bei den Weltmeisterschaften in Linz-Ottensheim siegten die Australierinnen vor den Niederländerinnen. Dahinter gewannen Ida Jacobsen, Frida Sanggaard Nielsen, Hedvig Lærke Rasmussen und Christina Johansen die Bronzemedaille. Bei den Europameisterschaften 2020 belegten die vier Däninnen den vierten Platz. 2021 in Varese ruderte der dänische Vierer mit Nina Hollensen für Ida Jacobsen auf den achten Platz. Bei den Olympischen Spielen in Tokio belegten Trine Dahl Pedersen, Christina Johansen, Frida Sanggaard Nielsen und Ida Jacobsen den achten Platz.